# Gossypioides
Gossypioides é um género botânico pertencente à família Malvaceae.
1. ↑  «Gossypioides — World Flora Online». www.worldfloraonline.org. Consultado em 19 de agosto de 2020